# Греко, Гаэтано
Гаэта́но Гре́ко (итал. Gaetano Greco; ок. 1657, Неаполь — 1728, там же) — итальянский композитор и преподаватель музыки.

## Биография
Родился в Неаполе около 1657 года в семье музыканта и преподавателя Франческо Греко. Окончил неаполитанскую консерваторию Повери-ди-Джезу-Кристо, где в 1678 году был оставлен в качестве мастричелло (преподавателя-стажёра). В 1695 или 1696 году получил в той же консерватории должность преподавателя пения, игры на клавишных инструментах, композиции и контрапункта. В 1706 году покинул преподавание в консерватории; возобновил его в 1709 или 1710 году. Среди его учеников — Леонардо Винчи, Джованни Баттиста Перголези, Никола Порпора и Доменико Скарлатти. Одновременно с преподаванием в консерватории с 1704 года был маэстро Королевской капеллы при соборе Святого Януария. Занимал обе должности вплоть до своей смерти в 1728 году.

## Сочинения
Среди сочинений Гаэтано Греко:
- Табулатуры для клавесина;
- Токкаты для клавесина;
- Ballo di Mantua
- 7 месс;
- Salve Regina на 4 голоса (1681);
- Литании на 4 голоса (1709);
- 9 пьес для клавикорда и другие сочинения.